# 巴拉望平鮋
巴拉望平鮋，為輻鰭魚綱鮋形目鮋亞目平鮋科的其中一種，為溫帶海水魚，分布於西北太平洋日本北部海域，棲息深度100-500公尺，體長可達40公分，棲息在底層水域，卵胎生，幼魚為浮游性，生活習性不明，可做為食用魚。